# إدي موليغان
إدي موليغان (بالإنجليزية: Eddie Mulligan)‏ هو لاعب كرة قاعدة أمريكي، ولد في 27 أغسطس 1894 في سانت لويس في الولايات المتحدة، وتوفي في 15 مارس 1982 في سان رافاييل في الولايات المتحدة.

## وصلات خارجية
- إدي موليغان على موقعبيزبول رفرنس.كوم (الدوري الرئيسي) (الإنجليزية)
- إدي موليغان على موقعبيزبول رفرنس.كوم (الدوري الثانوي) (الإنجليزية)